# Staliana surrecta
Staliana surrecta är en insektsart som först beskrevs av Walker 1857.  Staliana surrecta ingår i släktet Staliana och familjen Flatidae. Inga underarter finns listade i Catalogue of Life.